# Samuel Ireland
Vous lisez un « bon article » labellisé en 2017.
Pour les articles homonymes, voir Ireland.
Samuel Ireland est un graveur, éditeur et collectionneur britannique du XVIIIe siècle, mort en juillet 1800. Actif à Londres, il publie dans les années 1790 une série de récits de voyages illustrés par ses soins qui rencontrent un certain succès. Néanmoins, son nom est principalement associé à la découverte de prétendus documents inédits de William Shakespeare, en réalité des faux produits par son fils, William Henry Ireland. Bien qu'il soit tourné en dérision après la découverte du pot aux roses, Samuel Ireland affirme contre vents et marées croire en l'authenticité des pièces fabriquées par son fils, et ce, jusqu'à sa mort. Son rôle exact dans cette supercherie, victime ou complice, reste débattu.

## Biographie

### Un graveur et collectionneur londonien
On ignore la date et le lieu de naissance de Samuel Ireland, qui tient toute sa vie à garder le secret sur ses origines. Il semble être de basse extraction, le neveu d'un simple maçon. Graveur apparemment autodidacte, il reçoit une médaille de la Royal Society of Arts en 1760, puis devient membre honoraire de la Royal Academy en 1768 et participe à son exposition annuelle de 1784 avec un paysage d'Oxford. Il s'établit en 1768 comme marchand de tissus au 19 Prince's Street, dans le quartier londonien de Spitalfields. C'est probablement là que naissent les quatre enfants que lui donne sa gouvernante, Mrs. Freeman : deux filles, Anna-Maria et Jane, et deux fils, Samuel (mort dans sa petite enfance) et William Henry, né en 1775. Il déménage sur Arundel Street en 1782 avant de s'installer en 1790 au 8 Norfolk Street, sur le Strand.

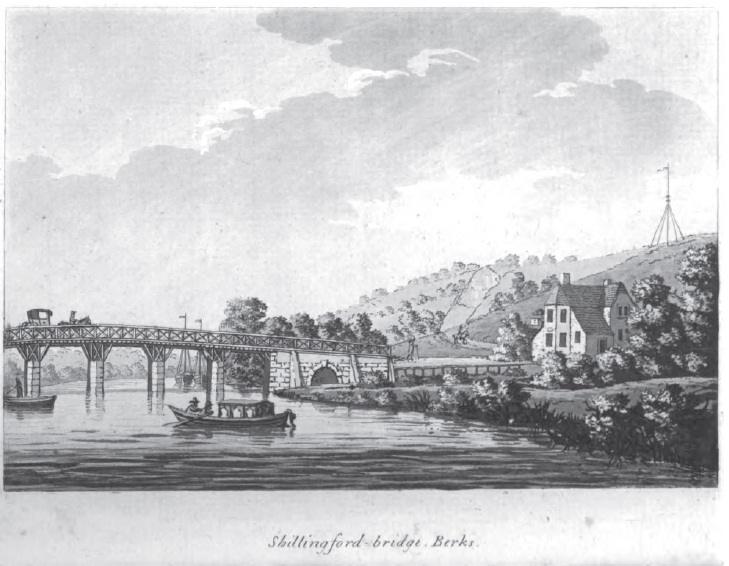
Le pont de Shillingford, une gravure de Samuel Ireland tirée de Picturesque Views on the River Thames (1792).

Collectionneur avide, Samuel Ireland accumule des toiles de Rubens et Van Dyck, ainsi que des estampes de William Hogarth. Vers la fin des années 1780, il produit d'ailleurs plusieurs eaux-fortes et même des manières noires d'après des illustrations et autres satires de Hogarth tirées de sa collection, comme Some of the Principal Inhabitants of the Moon, as They Were Perfectly Discovered by a Telescope... ou The Discovery,. Il réunit également des curiosités d'authenticité plus ou moins douteuse, parmi lesquelles des cheveux d'Édouard IV et de Louis XVI, une chemise d'Oliver Cromwell, une bourse ayant appartenu à Anne Boleyn, un couteau utilisé par Joseph Addison, un morceau d'un manteau de Charles Ier ou une jarretière de Jacques II. Il éprouve une fascination toute particulière pour l'œuvre de William Shakespeare, et sa collection comprend également plusieurs éditions rares de ses pièces, dont une du Premier Folio, ainsi qu'une bourse de perles en verre censées avoir été offertes par le dramaturge à sa fille aînée Susanna.
Après un séjour aux Pays-Bas en 1789, Ireland connaît un certain succès l'année suivante avec la publication de A Picturesque Tour through Holland, Brabant, and Part of France. C'est le premier d'une série de récits de voyages illustrés par ses soins avec des gravures à l'aquatinte « réalistes et décoratives, mais sans énergie » : Picturesque Views on the River Thames (1792), Picturesque Views on the River Medway (1793), Picturesque Views on the Upper, or Warwickshire Avon (1795), Picturesque Views on the River Wye (1797). Durant l'été 1793, la préparation du volume sur l'Avon lui donne l'occasion de se rendre à Stratford, la ville natale de Shakespeare, avec son fils William Henry, alors âgé de dix-huit ans. Ils visitent ensemble les lieux importants de la vie du dramaturge, et le père n'hésite pas à ouvrir sa bourse pour s'offrir un gobelet et d'autres objets prétendument taillés dans le bois d'un mûrier planté par Shakespeare. Ses recherches ne lui permettent cependant pas de découvrir le moindre manuscrit inédit du Barde, à sa grande déception.

### L'affaire des faux Shakespeare

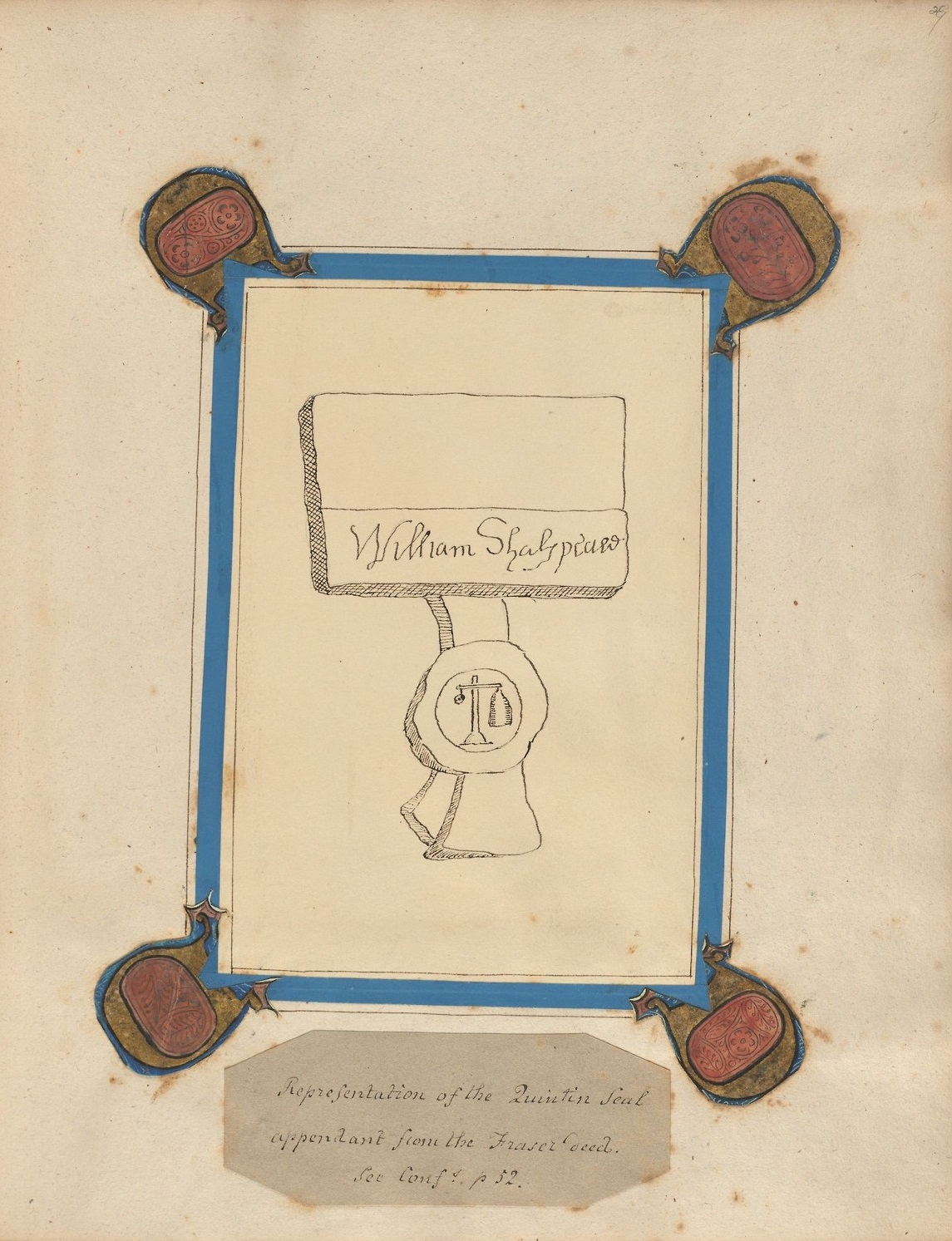
L'une des fausses signatures de Shakespeare réalisées par William Henry Ireland. MS Hyde 60, (4), Houghton Library, université Harvard.

En décembre 1794, William Henry Ireland, âgé de dix-neuf ans, présente son premier faux Shakespeare à son père : un acte notarié signé par le dramaturge. L'excitation du collectionneur est à son comble, car on ne connaît à l'époque que trois exemplaires de sa signature, ceux qui figurent sur son testament (en). Son fils continue à produire de faux documents liés à Shakespeare dans les mois qui suivent, parmi lesquels un portrait maladroit du dramaturge, inspiré du portrait Droeshout ; une lettre de la reine Élisabeth ; des livres annotés de sa main ; une boucle de cheveux du poète enclose dans une lettre adressée à sa femme Anne Hathaway ; une version alternative de son testament où il lègue ses manuscrits à un « William Henry Ireland » ; des extraits de versions alternatives des pièces Hamlet et Le Roi Lear ; et la promesse de pièces entièrement inédites, Vortigern and Rowena et Henry II.
Samuel Ireland ouvre les portes de sa demeure au public en février 1795. Les documents exposés font sensation, et seuls quelques sceptiques émettent des doutes quant à leur authenticité. Le vieux James Boswell est si ému qu'il tombe à genoux devant eux avant de les embrasser. D'autres grands noms de la littérature s'en font les champions, à l'image de Samuel Parr, Herbert Croft ou le poète lauréat Henry James Pye. En décembre, Ireland publie un recueil de fac-similés, Miscellaneous Papers and Legal Instruments under the Hand and Seal of William Shakespeare, qui attire pas moins de 122 souscripteurs.
Tandis qu'on prépare la première représentation de Vortigern and Rowena au théâtre de Drury Lane, les sceptiques se font de plus en plus bruyants dans la presse, où circulent de nombreuses parodies. Le 31 mars 1796, Edmond Malone, le plus grand spécialiste de Shakespeare de l'époque, publie An Inquiry into the Authenticity of Certain Miscellaneous Papers and Legal Instruments, un long argumentaire de plus de quatre cents pages où il démonte minutieusement toutes les incohérences et les anachronismes que contiennent les documents publiés. Deux jours plus tard, la première de Vortigern est un désastre (il n'y aura pas de seconde représentation) et la supercherie est éventée. Considéré comme l'auteur des faux, Ireland est tourné en dérision de tous côtés : le dramaturge Frederic Reynolds (en) le satirise sous les traits de « Sir Bamber Blackletter » dans sa pièce Fortune's Fool, et le caricaturiste James Gillray le croque avec un exemplaire des faux Shakespeare dans les bras. En dessous de la caricature, des vers acerbes de William Mason  l'inscrivent dans la lignée des grands faussaires du siècle, William Lauder, James Macpherson et Thomas Chatterton :
Four forgers born in one prolific age,

Much critical acumen did engage

The first was soon by doughty Douglas scar'd

Tho' Johnson would have screened him had he dared

The next had all the cunning of a Scot

The third, invention, genius—nay, what not?

Fraud, now exhausted, only could dispense

To her fourth son, their threefold impudence.
Quatre faussaires nés à une époque prolifique,

Suscitèrent une belle dose de sagacité critique

Le premier fut bientôt effrayé par le vaillant Douglas

Bien que Johnson l'eût protégé s'il l'eût pu

Le suivant avait toute l'astuce d'un Écossais

Le troisième, l'inventivité, le génie – que lui manquait-il ?

L'Imposture, épuisée, ne pouvait plus conférer

À son quatrième fils que leur triple impudence.
William Henry, qui a quitté la demeure familiale, s'efforce de dédouaner son père en affirmant qu'il n'était au courant de rien. Pourtant, même lorsqu'il dévoile toute la vérité dans An Authentic Account of the Shaksperian Manuscripts, Samuel Ireland refuse d'être détrompé, car il est persuadé que son fils n'est pas assez intelligent pour être derrière une mascarade aussi élaborée. Il publie sa défense en novembre 1796, Mr Ireland's Vindication of his Conduct, avant de s'en prendre à Malone avec un second pamphlet l'année suivante, An Investigation of Mr Malone's Claim to the Character of Scholar, or Critic. Mais alors que la controverse est éteinte depuis longtemps, Ireland publie les deux pièces écrites par son fils en 1799, réaffirmant dans sa préface sa croyance qu'elles sont de la main de Shakespeare. Jeffrey Kahan suggère que l'appât du gain a pu le pousser à tenter de relancer la polémique.
Le diabète emporte Samuel Ireland en juillet 1800. Sur son lit de mort, il affirme croire encore en l'authenticité des documents. Pour autant, sa naïveté ne fait pas l'unanimité chez les historiens, qui rappellent qu'il n'a pas hésité à exciser une signature anachronique sur l'un des faux présentés par son fils. Le chercheur Jeffrey Kahan envisage la possibilité que toute la famille Ireland ait participé à la supercherie, non seulement le fils et le père, mais également la mère et leur fille Jane.

## Œuvres

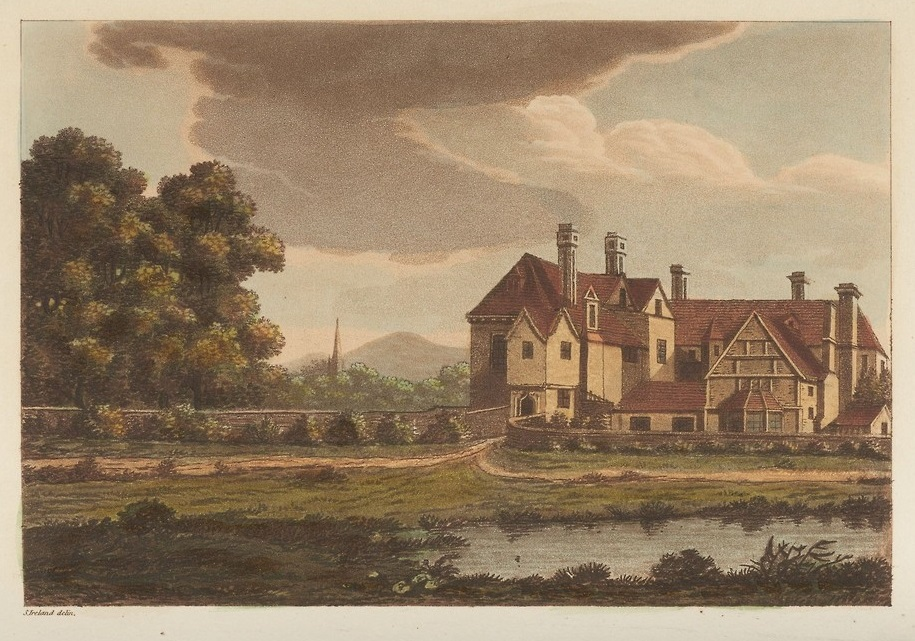
Picturesque Views on the Upper, or Warwickshire Avon, 1795

- 1790 : A Picturesque Tour through Holland, Brabant, and Part of France Made in the Autumn of 1789 [lire en ligne]
- 1792 : Picturesque Views on the River Thames [lire en ligne]
- 1793 : Picturesque Views on the River Medway, from the Nore to the Vicinity of Its Source in Sussex [lire en ligne]
- 1794 : Graphic Illustrations of Hogarth, from Pictures, Drawings, and Scarce Prints in the Author's Possession [lire en ligne]
- 1793 : Picturesque Views on the Upper, or Warwickshire Avon [lire en ligne]
- 1795 : Miscellaneous Papers and Legal Instruments under the Hand and Seal of William Shakespeare, including the Tragedy of King Lear and a Small Fragment of Hamlet, from the Original Manuscripts in the Possession of Samuel Ireland [lire en ligne]
- 1796 : Mr Ireland's Vindication of his Conduct Respecting the Publication of the Supposed Shakespeare Mss. [lire en ligne]
- 1797 : An Investigation of Mr. Malone's Claim to the Character of Scholar or Critic, Being an Examination of His Inquiry into the Authenticity of the Shakespeare Mss. [lire en ligne]
- 1797 : Picturesque Views on the River Wye [lire en ligne]
- 1800 : Picturesque Views, with an Historical Account of the Inns of Court in London and Westminster [lire en ligne]